# Френк Ператровић
Френк Ператровић (енгл. Frank Peratrovich; Клејвок, 2. април 1885 — Кечикан, 4. јануар 1984) био је амерички политичар и бизнисмен српског порекла, градоначелник Клејвока, члан Представничком дома Аљаске и члан Сената Аљаске.